# Juan Crespo
Pour les articles homonymes, voir Crespo.
Crespo  Hita est un nom espagnol. Le premier nom de famille, en général paternel, est Crespo ; le second, en général maternel, souvent omis, est Hita.
Juan Crespo Hita né le 7 mars 1927 à Barcelone et mort le 9 avril 2014 dans la même ville,, est un coureur cycliste espagnol. Son père Antonio (1891-1989) a également été coureur cycliste professionnel.

## Palmarès et résultats

### Palmarès par année
- 1951
  - 2e du Trofeo Jaumendreu
- 1952
  - GP Catalunya
  - 2e du championnat d'Espagne sur route indépendants
- 1955
  -  Champion d'Espagne sur route indépendants
  - 3e de la Clásica a los Puertos
- 1956
  - 3e du GP Catalunya
  - 3e du Gran Premio Martorell
- 1957
  - 2e du Trofeo Masferrer
- 1958
  - Trofeo Masferrer
  - Gran Premio Martorell

### Résultats sur les grands tours

#### Tour d'Espagne
2 participations
- 1956 : abandon (5e étape)
- 1957 : 39e

#### Tour d'Italie
1 participation 
- 1958 : abandon